# Красковський Іван Гнатович
Красковський Іван Гнатович (24 липня 1880, село Дубичі, Гродненська губернія, Російська імперія (нині Польща) — 23 серпня 1955, Братислава, Чехословаччина) — український та білоруський громадський, політичний та державний діяч, дипломат. Голова дипломатичної місії УНР на Кавказі, консультант білоруської делегації на переговорах з УНР. Один з ідеологів інтеграції Кубані та УНР.

## Біографія
Народився в селі Дубичі Гродненської губернії (нині село в Польщі). Завершив гімназію у Вільно.
У 1903—1905 роках навчався на історико-філологічному факультеті Варшавського університету. Брав участь у незаконному студентському гуртку, за що був звільнений з університету. Після цього перебрався у Санкт-Петербург, де продовжив навчання в Петербурзькому університеті за фахом історика-економіста.
По закінченню Петербурзького університету у 1907 році переїхав у Вільно, де до 1914 року викладав у гімназіях, був членом Білоруського вчительського союзу.
Влітку 1915 року переїхав до Києва, де брав активну участь у політичних подіях, вступив в Українську партію соціалістів-федералістів, а в 1916 році обраний членом комітету Всеросійського союзу міст Південно-Західного фронту. Красковський брав активну участь у революційних подіях навесні 1917 року в Україні.
Наприкінці квітня 1917 року — під час окупації Галичини — призначений тимчасовим урядом комісаром Тернопільської губернії Галицького генерал-губернаторства. У липні російські війська залишили майже всю територію губернії, проте Красковський продовжував обіймати свою посаду вже у складі Української Народної Республіки.
З грудня 1917 року Красковський в уряді Української Народної Республіки. Генеральний секретар (народний міністр) внутрішніх справ УНР Володимир Винниченко призначив Красковського своїм товаришем (заступником).
Потім перейшов у міністерство закордонних справ УНР, яке очолював Дмитро Дорошенко. Після утвердження влади Директорії УНР призначений товаришем міністра закордонних справ і послом УНР в Грузії. Згодом як голова Української дипломатичної місії на Кавказі співпрацював з кубанськими урядовими установами 1917—1920 років у напрямку возз'єднання з Україною.
Після поразки української революції з 1921 року перебував у Польщі, потім Литві й Латвії. У 1925 році переїхав у СРСР, оселився в Мінську де працював у Держплані Білоруської СРР й одночасно був доцентом Білоруського університету.
У 1930 році переведений в Москву на роботу в Держплан СРСР. У грудні цього ж року заарештований органами ОДПУ СРСР за справою білоруських націонал-демократів.
За вироком суду 1931 року висланий у Самару де працював у крайовому плановому управлінні. У листопаді 1937 року знову заарештований, проте у березні 1940 року особливою нарадою при НКВС СРСР звільнений з ув'язнення. Надалі до виходу на пенсію у 1949 році працював учителем у населених пунктах Куйбишевської області.
У 1953 році виїхав до дочки у Чехословаччину.
Реабілітований в СРСР у травні 1962 року.